# Kilômét
Một kilômét (từ tiếng Pháp: kilomètre, tiếng Anh: kilometer, viết tắt là km) là một khoảng cách bằng 1000 mét.
Trong hệ đo lường quốc tế, kilômét là đơn vị đo được suy ra từ đơn vị cơ bản mét theo định nghĩa trên.
Chữ kilô (hoặc trong viết tắt là k) viết liền trước các đơn vị trong hệ đo lường quốc tế để chỉ rằng đơn vị này được nhân lên 1000 lần.
Tại Việt Nam, kilômét còn thường được gọi là cây số hoặc thậm chí đọc tắt là cây. Điều này bắt nguồn từ chữ K viết tắt được đọc lên thành "kei" trong tiếng Anh. Từ "cây số" trong tiếng Việt cũng có nguồn gốc từ những cây cột trụ trên các quốc lộ, cách nhau mỗi kilômét, để chỉ số km từ bắc vào nam.